# Bustin' + Dronin'
《Bustin' + Dronin'》은 영국 밴드 블러의 리믹스 버전 곡과 라이브로 녹음한 곡들이 담긴 앨범이다. 이 앨범은 원래 일본에서만 발매되었으나 후에 영국과 미국에서도 한정된 양으로 발매되었다. 두장의 CD 중 한 장은 블러의 곡을 리믹스한 앨범이고 한 장은 Peel Acres에서 라이브한 곡을 녹음한 6곡의 노래가 실려있다.

## 트랙 목록

### Disc 1
1. "Movin' On" (William Orbit Mix) – 7:56
2. "Death of a Party" (Well Blurred Remix) – 6:45
3. "On Your Own" (Crouch End Broadway Mix) – 4:11
4. "Beetlebum" (Moby's Mix) – 6:42
5. "Essex Dogs" (Thurston Moore's Mix) – 9:00
6. "Death of a Party" (Billy Whiskers Mix) – 4:45
7. "Theme From Retro" (John McEntire Mix) – 5:41
8. "Death of a Party" (12" Death) – 7:07
9. "On Your Own" (Walter Wall Mix) – 15:00

### Disc 2
1. "Popscene" – 3:05
2. "Song 2" – 1:50¹
3. "On Your Own" – 4:47
4. "Chinese Bombs" – 1:15
5. "Movin' On" – 3:21
6. "M.O.R." – 2:59

¹ "Song 2"는 미국반에는 실리지 않았다.